# Yūzuki (Schiff)
Die Yūzuki (jap. 夕月, dt. „Abendmond“) war ein Zerstörer der Mutsuki-Klasse der Kaiserlich Japanischen Marine.

## Geschichte
Das Schiff wurde von der Fujinagata Zōsen in Osaka gebaut und lief dort am 4. März 1927 vom Stapel. Die Indienststellung erfolgte am 25. Juli 1927 und 1928 wurde es auf den Namen Yūzuki getauft, da es vorher nur mit einer Nummer (Nr. 34) benannt wurde. Der Zerstörer wurde am 12. Dezember 1944 durch einen Luftangriff versenkt.